# Alfons Deeken
Alfons Deeken SJ (* 3. August 1932 in Emstek bei Oldenburg; † 6. September 2020 in Tokio) war ein deutscher Jesuit sowie Philosoph und Thanatologe.

## Leben
Alfons Deeken war drittes von acht Kindern einer katholischen Bauernfamilie im norddeutschen Emstek. Seine jüngere Schwester Paula starb achtjährig an Leukämie. Er half seinem Vater, einem strikten Gegner der Nationalsozialisten, unter anderem, indem er die Rede eines Bischofs, der das Regime kritisierte, in vielen Exemplaren für die geheime Verteilung abtippte. In der Grundschule erlebte er während der alliierten Bombenanschläge in Norddeutschland im Zweiten Weltkrieg viele Todesfälle. Einige seiner Klassenkameraden wurden vor seinen Augen bei den Bombardements verbrannt. Eine Auswahl als Schüler für die Nazi-Eliteschulen durch seinen Schulleiter lehnte er ab. Am letzten Tag des Zweiten Weltkriegs stand sein Großvater, der sein Leben in der Anti-Nazi-Bewegung riskiert hatte, vor seinem Haus und schwenkte eine weiße Flagge, um die alliierten Truppen willkommen zu heißen. Er wurde vor seinen Augen vom ersten ankommenden alliierten Soldaten erschossen.
Nach seinem Abitur nach Kriegsende trat 1952 dem Jesuitenorden bei und absolvierte sein Noviziat in Eringerfeld. Er studierte zunächst deutsche Literatur in Wien und Philosophie in München, wo er auch als Freiwilliger im Krankenhaus arbeitete. 1959 kam Deeken nach Japan, um Japanisch und Theologie an der Sophia-Universität zu studieren. Er empfing 1965 in Tokio die katholische Priesterweihe. Von 1967 bis 1973 absolvierte er ein philosophisches PhD-Studium an der Fordham University in New York.
Deeken erhielt 1973 einen Ruf als Professor für Philosophie an die Sophia-Universität in Tokio.
Sein Fachgebiet waren die Philosophie des Todes (Shi no Tetsugaku), philosophische Anthropologie und Geschichte der westlichen Ethik. Seit 2002 hielt er als Emeritus hunderte von Vorträge über Leben und Tod in ganz Japan. Seit 2016 lebte er in einem Altenheim des Ordens in Tokio, wo er an den Folgen einer Lungenentzündung starb.
Alfons Deeken war ab 1965 Mitglied der katholischen Studentenverbindung AV Edo-Rhenania zu Tokio, einer befreundeten Verbindung des CV.

## Wirken
Er gründete 1983 die Japanische Gesellschaft für Sterbeerziehung und Trauerarbeit (japanisch: Sei to Shi wo Kangaeru Kai). Zum Zeitpunkt der Gründung des Vereins galt der Tod in Japan noch als Tabu. Deeken war Initiator der Hospizidee in Japan; zuvor gab es solche Einrichtungen in Japan nicht. Die Gesellschaft hat in 47 japanischen Städten mittlerweile circa 6000 Mitglieder. Er war Ehrenvorsitzender der Gesellschaft. An der Sophia-Universität organisierte er jahrzehntelang einen sechsmonatigen Kurs am Community College der Sophia-Universität über Hospiz-Freiwilligenarbeit und Todeserziehung.
Deeken erhielt 1989 den Globalpreis für soziale Wohlfahrt und Sozialmedizin der Internationalen Globalstiftung in Tokio, zwei Jahre später den Kikuchi-Kan-Preis. 1998 erhielt er das Verdienstkreuz am Bande des Verdienstordens der Bundesrepublik Deutschland und 1999 den Kulturpreis der Präfektur Tokio (Tōkyō-to bunka-shō).
Er veröffentlichte 33 Bücher in japanischer Sprache, von denen einige ins Koreanische und Chinesische übersetzt wurden. In Deutschland erschien der Titel Alt sein ist lernbar. Sein bekanntestes Werk war Yoku Iki Yoku Warai Yoki Shi to Deau (deutsch: Gutes Leben, guter Humor, guter Tod).

## Schriften (auf Deutsch)
- Alt sein ist lernbar. Anleitung und Hilfe. Butzon und Bercker, 2000, ISBN 3766696521